# جويست

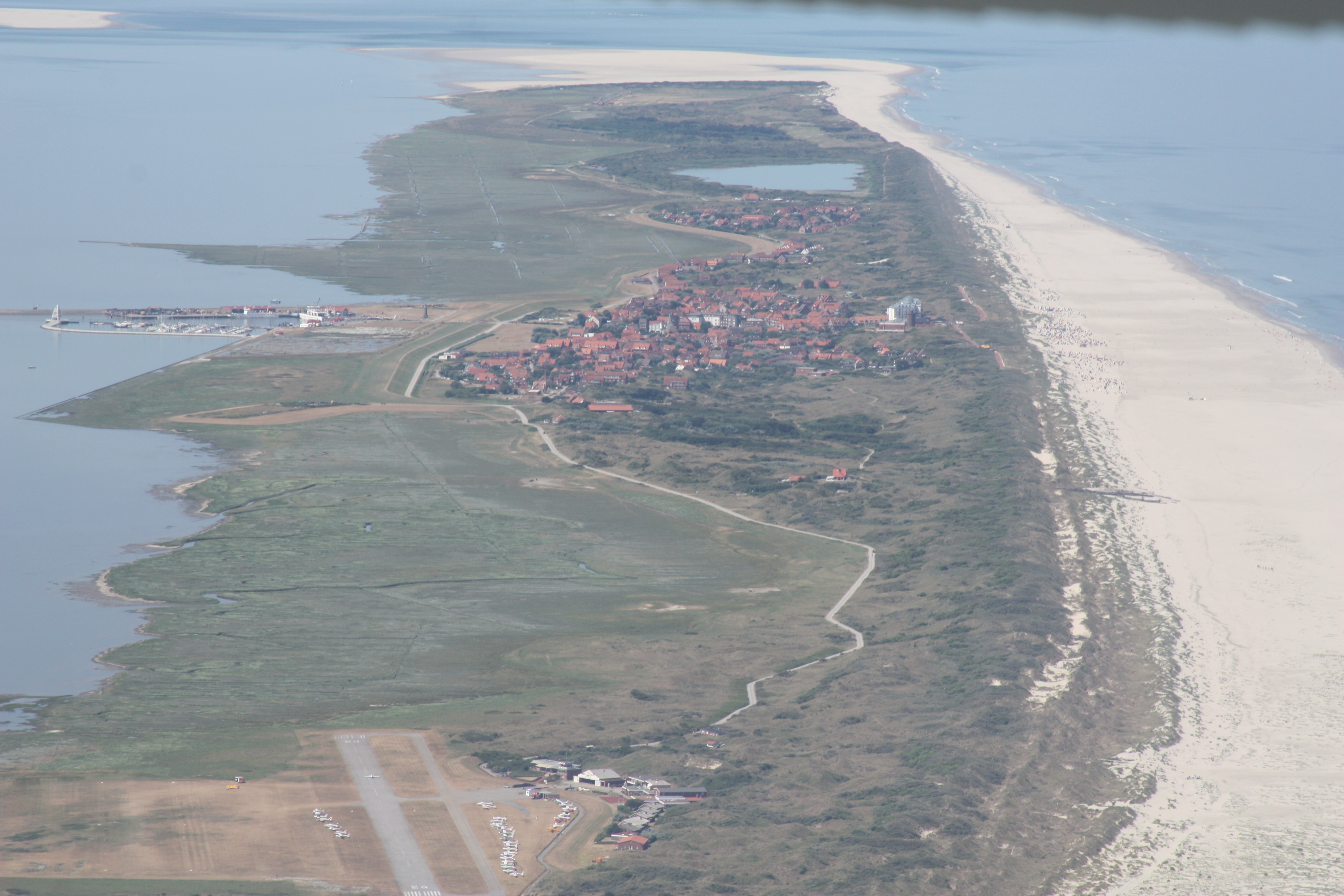
منظر جوي من جويست من الشرق

جزيرة جويست، (Juist). (النطق الألمانية: [jyːst]) هي جزيرة وبلدية في قضاء أوريش في ولاية سكسونيا السفلى في ألمانيا.

## التضاريس
الجزيرة هي واحدة من سبع جزر الفريزية الشرق مأهولة على حافة السفلى سكسونية بحر وادن في بحر الشمال في الجنوب. يقع بين جزيرة بوركم (غرب)، جزيرة ميميرت (جنوب غرب) ونورديرني (شرق). الجزيرة هي 17 كم (11 ميل) طويلة ومن 500 متر (1600 قدم) إلى 1 كيلومتر (0.62 ميل) واسعة، وهذا يتوقف على مستويات المد والجزر. هناك قريتين على الجزيرة: القرية الرئيسية جويست، و Loog. يتم فصل الجزيرة عن Nordeney بواسطة Norderneyer Seegatt.